# Melozzo da Forlì

Muzykujące anioły datowane na około 1480 rok

Melozzo da Forlì (ur. ok. 1438, zm. 8 listopada 1494) – włoski malarz renesansowy.

## Życiorys
Urodził się w Forlì, nie są jednak znane szczegóły dotyczące jego młodości, podobnie jak wykształcenie i wczesne prace. Być może uczył się u Piera della Francesca. Na początku lat 80. XV wieku wykonał dla papieża Sykstusa IV freski w Bibliotece Watykańskiej, z których zachował się tylko jeden, przedstawiający Sykstusa IV z bratankami i bibliotekarzem Platiną. Na tle poprawnie pod względem perspektywicznym wykreślonej architektury znajduje się grupa sześciu mężczyzn. Wśród nepotów, otaczających tron papieski, jest Julian della Rovere, późniejszy papież Juliusz II. Klęczący przed Sykstusem człowiek to bibliotekarz Platina. Twarze postaci zostały ukazane portretowo; całość cechuje monumentalizm i brak ruchu. Pierwotnie fresk ten znajdował się naprzeciw wejścia do Biblioteki Łacińskiej. Obecnie, po przeniesieniu na płótno, znajduje się w Pinakotece Watykańskiej. 
Kolejnym dziełem Melozza da Forlì jest fresk w absydzie rzymskiej bazylice św. Apostołów, przedstawiający Wniebowstąpienie Chrystusa, wykonany na zlecenie Juliana della Rovere. Zachował się częściowo, w 16 przeniesionych na płótno fragmentach. Wstępującemu do nieba Chrystusowi towarzyszą muzykujące anioły. W dziele tym malarz zastosował silne skróty perspektywiczne (postacie ukazane są od dołu), uzyskując wrażenie iluzjonizmu. Da Forli odegrał ważną rolę w rozwoju rzymskiego malarstwa iluzjonistycznego.